# Lantik
Lantik is een bestuurslaag in het regentschap Simeulue van de provincie Atjeh, Indonesië. Lantik telt 456 inwoners (volkstelling 2010).